# Le Renard
Le Renard (frz. für der Fuchs, Baujahr 1991) ist ein Segelschiff vom Typ (Gaffel-)Kutter, das in Saint-Malo beheimatet ist. Es handelt sich um einen Nachbau eines gleichnamigen Kutters von 1812 anhand der Originalpläne. Die Vereinigung der Maloner Korsaren (Association du Cotre Corsaire – Saint Malo) fährt dieses Schiff im Andenken an den Robert Surcouf, der aus Saint-Malo stammte und dort seinen als Kaperkapitän erworbenen Reichtum auch als Reeder und Kaufmann vermehrte.
Über das Schiff wurde zu seinem zehnjährigen Bestehen ein Video gedreht.

## Charakteristika

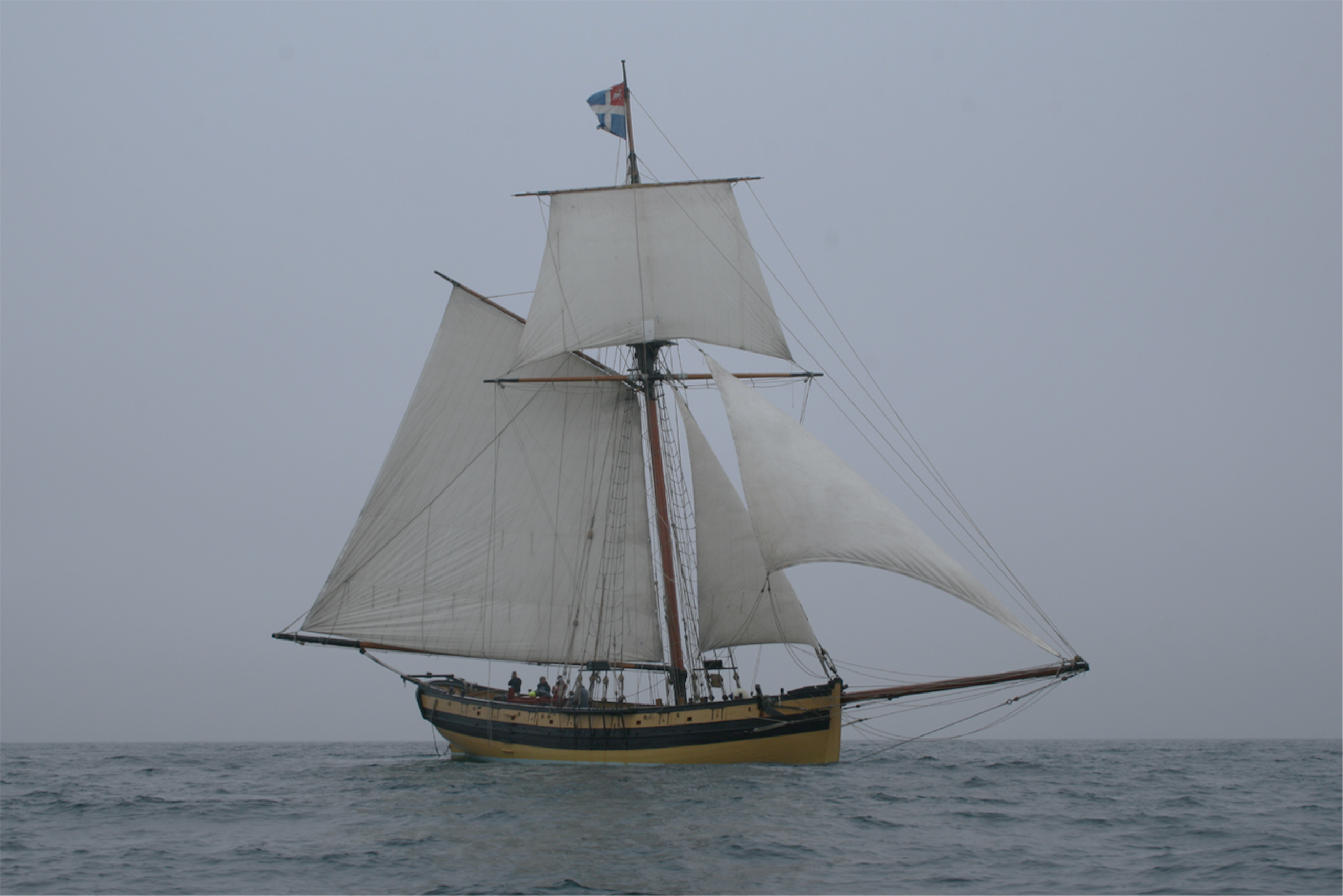
Breitseite der Le Renard

- Länge: 19 m (Kiel), 22,9 (Deck), 41,1 m über alles,
- Breite: 5,78 m,
- Tiefgang: 2,78 m,
- Verdrängung: 44,5 Tonnen,
- Masthöhe: 30,2 m,
- Segelfläche: 249 m² (Großsegel: 123 m²),
- Takelung: 1 Mast mit 2 Rahsegel und einem Gaffelsegel; 3 Klüver-Vorsegel
- 7 Paar Riemen
- Bewaffnung: 4 Kanonen (4 Pfünder)
10 Carronaden (8 Pfünder)

## Das Vorbild

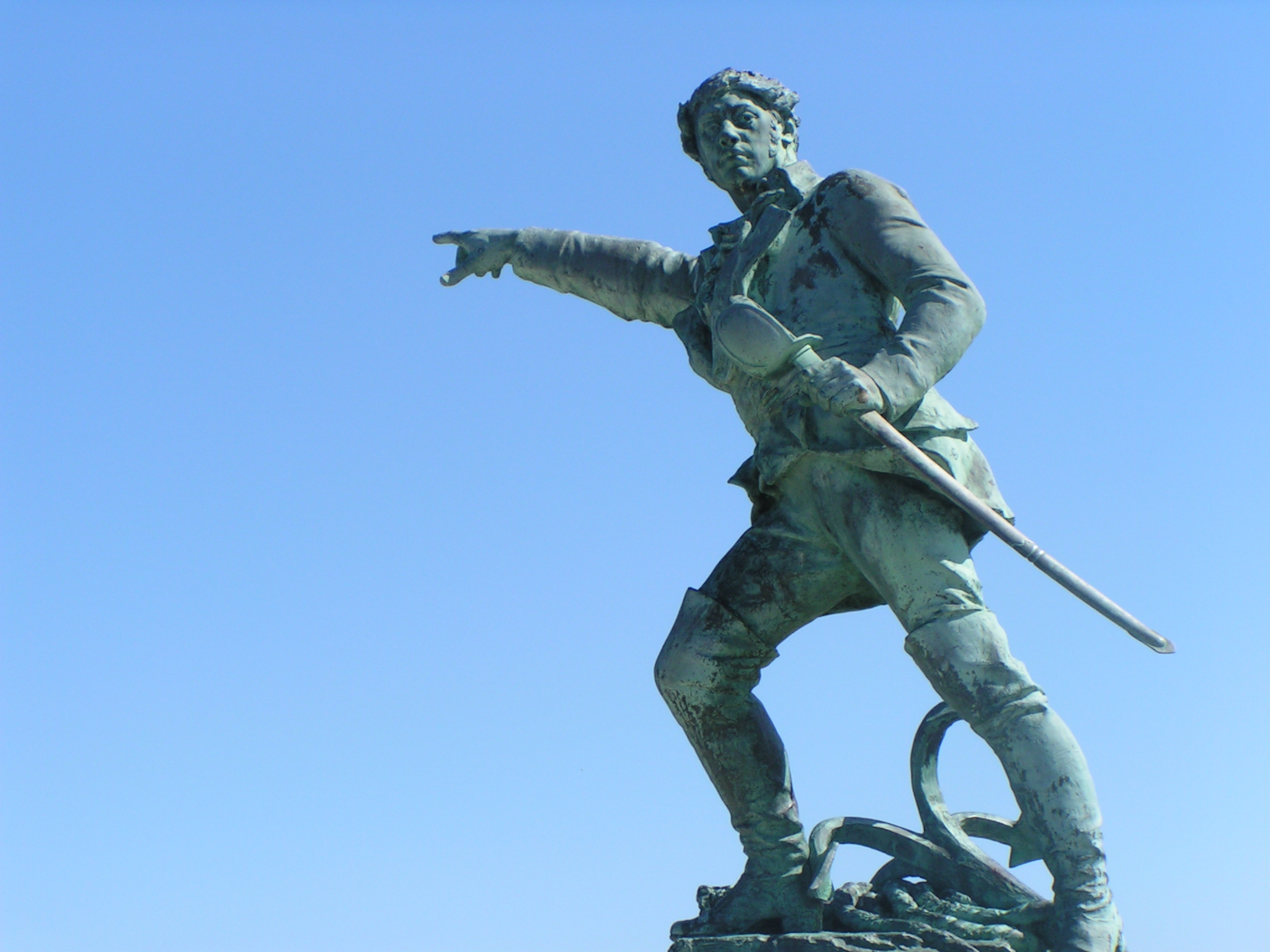
Saint-Malo: Surcouf

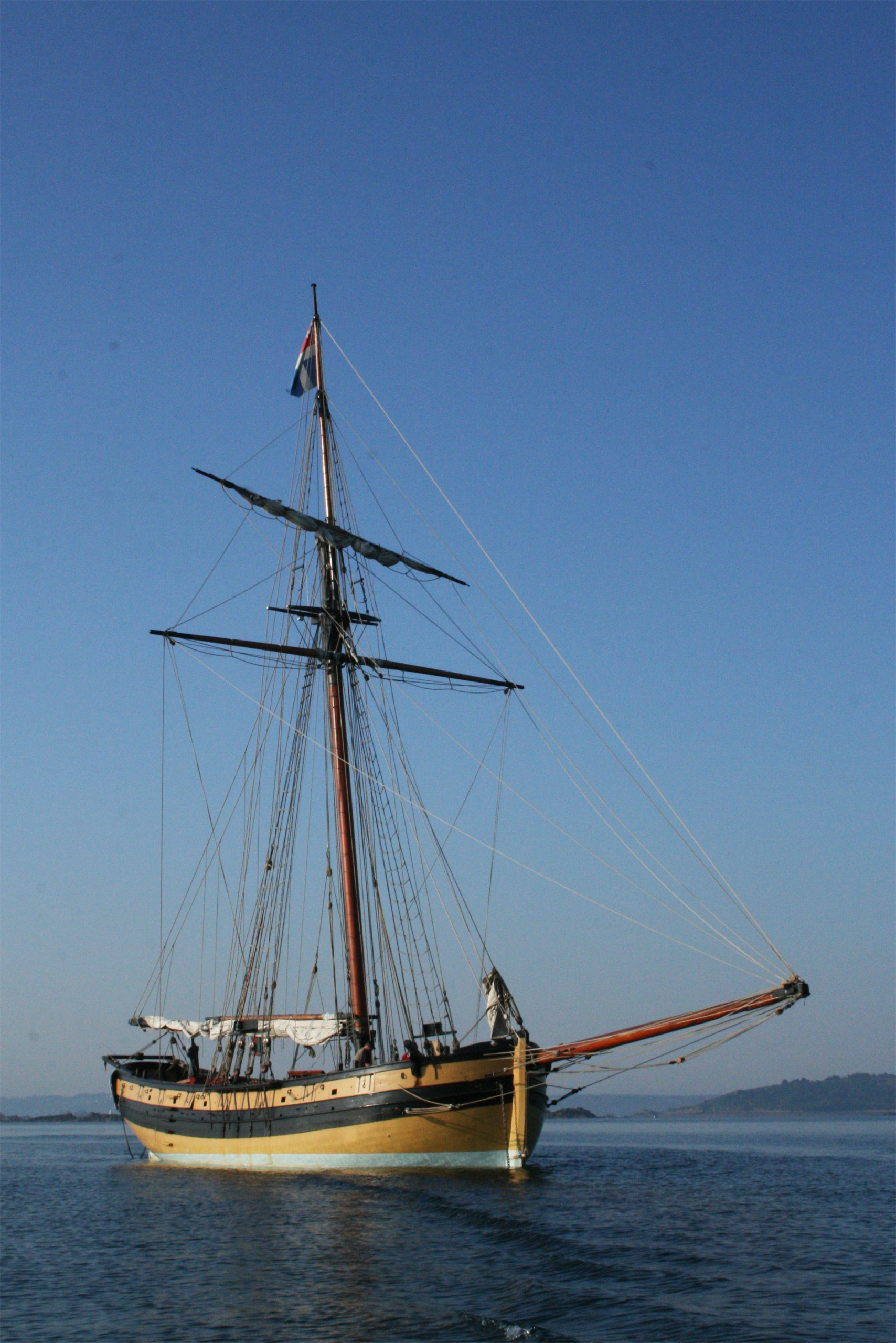
Takelage

Das Vorbild von 1812 war das achte und letzte Schiff, auf dem Robert Surcouf um Prisen kämpfte. Es stand unter dem Kommando von Kapitän Emmanuel-Yves Leroux-Desrochettes. Am 9. September 1812 stieß der 70-Tonnen-Kutter mit seinen 10 Carronaden, 4 Kanonen und einer 46-Mann-Crew auf die wesentlich stärkere britische Alphea. Um 3 Uhr morgens glückte ein Treffer in deren Pulverkammer. Es gab dort nach einer Explosion keine Überlebenden. Die Le Renard kehrte selbst stark beschädigt mit nur 13 unversehrten Männern in den Heimathafen zurück. Leroux-Desrochettes starb wenige Tage später an seiner Verletzung. Napoleons Schicksal bedeutete letztlich auch ein Ende der Seeräuberzeit. Teile von Surcoufs Lebensgeschichte tauchen in mehreren Spielfilmen auf.